# Webcast

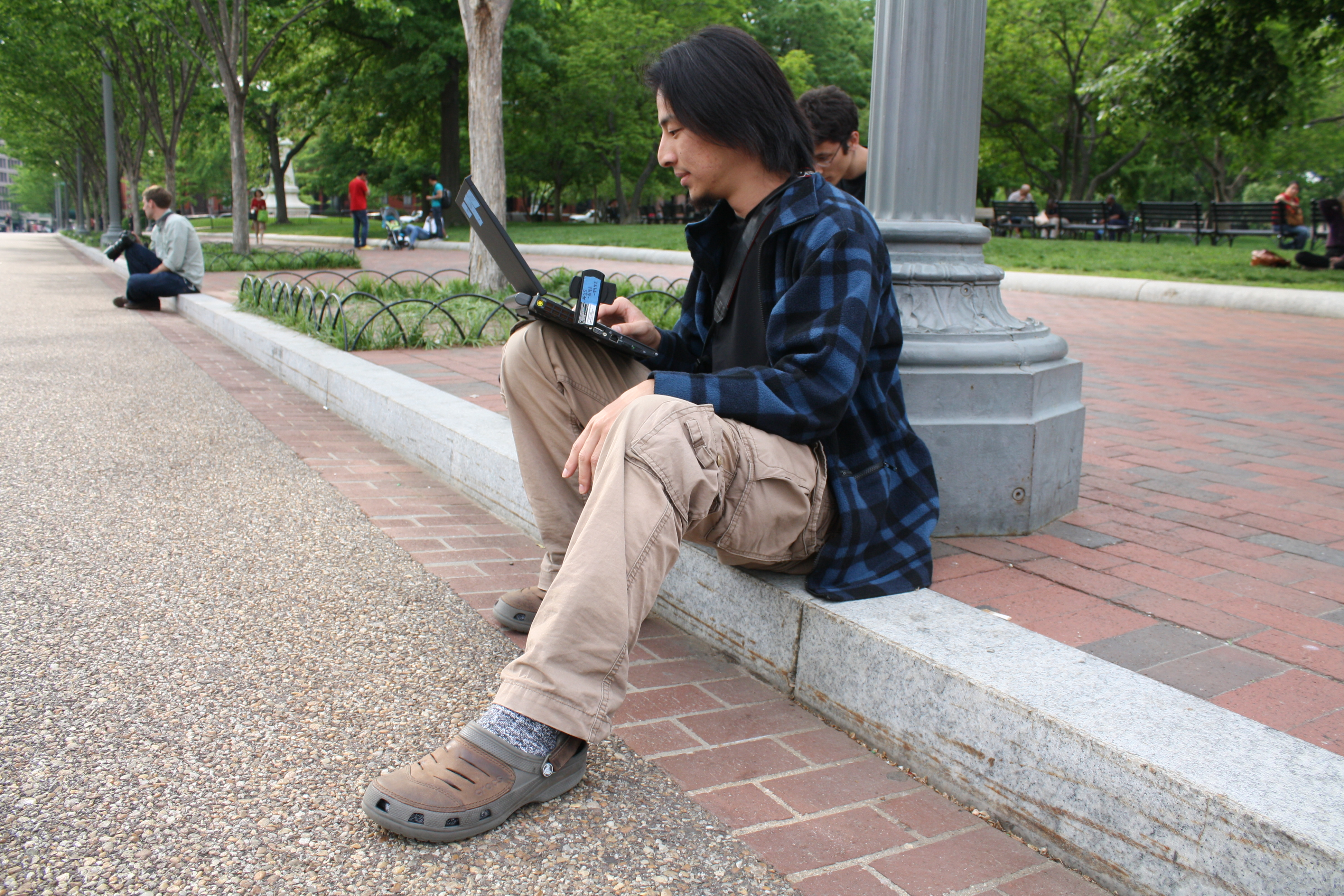
Beispiel eines Webcasts

Ein Webcast ist dem Zweck nach ähnlich einer Radio- oder Fernsehsendung, jedoch für das Medium Internet konzipiert und – im Falle eines Live-Webcasts – durch die Möglichkeit der Interaktion einer Radio- oder Fernsehübertragung auch voraus. Im Gegensatz zum Podcast gibt es keine lokal gespeicherte und damit auch offline verfügbare Mediendatei. Es ähnelt technisch eher dem Internetradio.

## Geschichte
Der Begriff setzt sich aus web (für World Wide Web) und broadcast (Englisch für Sendung, Ausstrahlung) zusammen. Das übertragene Programm ist grundsätzlich Liveinhalt, jedoch sind die Streams auch im Nachhinein meistens noch als Aufzeichnungen abrufbar (On-Demand). Ursprünglich waren Webcasts einfach über das Internet gestreamte Übertragungen. Mittlerweile ergibt sich jedoch eine Überschneidung mit Videokonferenzen über das Internet, denn oft wird den Zuschauern die Möglichkeit geboten, während der Übertragung Fragen zu stellen. Diese Ausprägung des Webcasts wird mittlerweile als Webinar bezeichnet – ein Kunstwort verschmolzen aus „Web“ und „Seminar“. Ein Webcast ist im Unterschied zur Videokonferenz immer noch als „Einer-zu-mehreren“-Übertragung gedacht.

## Inhalte
Die Inhalte von Webcasts sind eher unterrichtender oder wissenschaftlicher als unterhaltender Natur. Ebenso ist die Anzahl der Zuschauer pro Webcast oft gering, wenn der Inhalt spezielle Interessen anspricht. So werden beispielsweise Kurse durch Universitäten oder Informationssendungen von Softwareherstellern für ihre Entwickler über Webcasts verbreitet. Präziser bezeichnet man derartige Webcasts als Webinare. Ein Beispiel für Nachrichteninhalte ist der US-amerikanische Videonachrichtensender The Real News Network.
Als Ausnahme davon gibt es auch die Übertragung von Großereignissen wie die der Live 8-Konzerte, für die der Anbieter AOL 170.000 Zuschauer meldete.